# Lean On
Lean On (dt.: „sich auf jemanden verlassen“) ist ein Lied des US-amerikanischen Elektro-Musikprojektes Major Lazer in Zusammenarbeit mit dem französischen DJ und Musikproduzenten DJ Snake und der dänischen Sängerin MØ. Der Song wurde am 2. März 2015 veröffentlicht und ist die erste Singleauskopplung von Major Lazers drittem Studioalbum Peace Is the Mission.

## Hintergrund

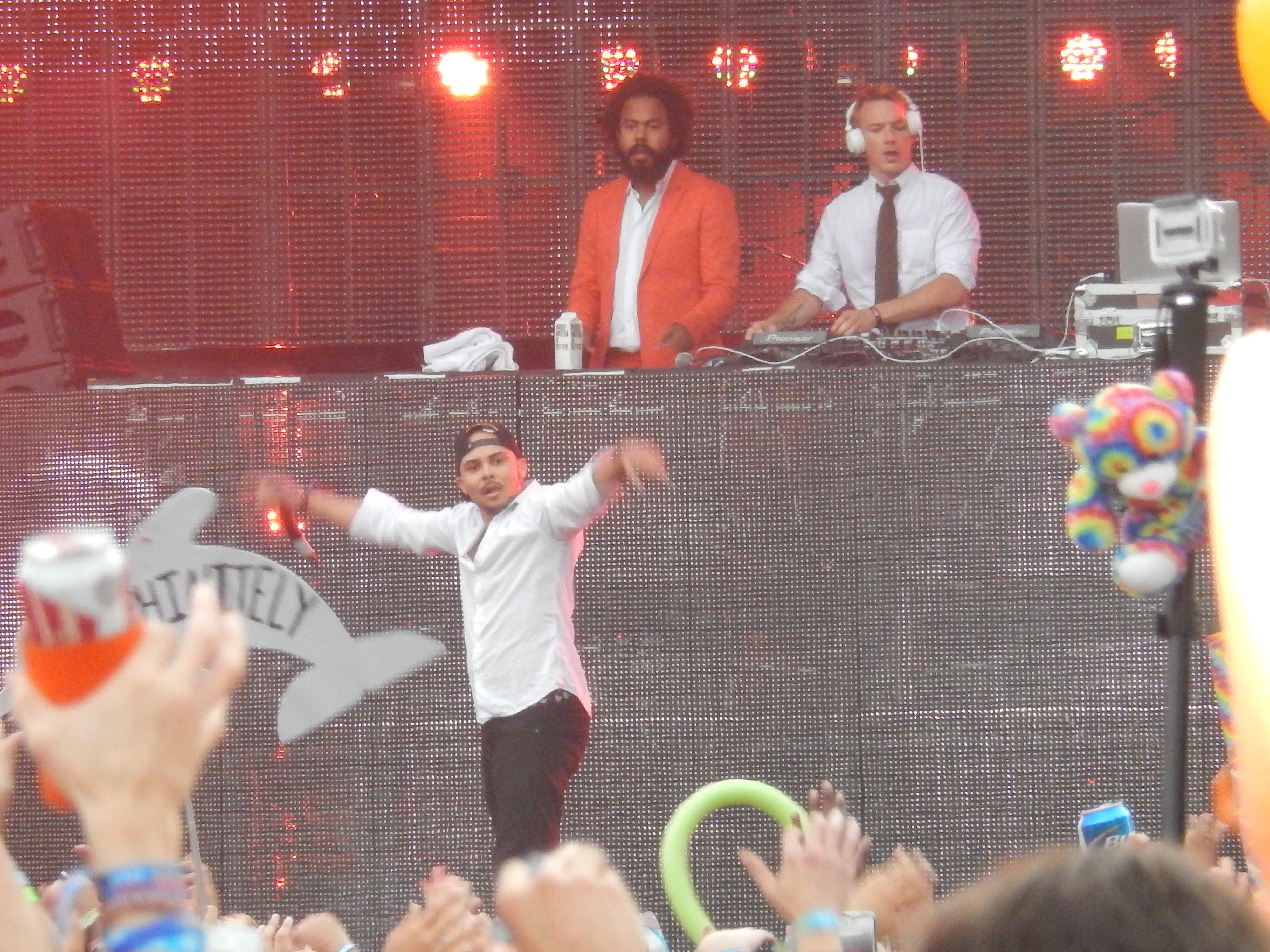
Major Lazer (2013)

Wesley Pentz, der Kopf hinter dem Musikprojekt Major Lazer, schrieb Lean On laut eigener Aussage bereits 2014 gemeinsam mit MØ. Das Lied basiert auf einem Instrumental-Stück von Philip Meckseper aka Jr Blender. Ein Jahr später erstellte Pentz einen Remix dieser Version, allerdings mit komplett anderem Tempo. Pentz fragte DJ Snake, ob dieser den Refrain beisteuern könne. Nachdem dieser den Refrain produziert hatte, schrieben Pentz, MØ und Blender Lean On basierend auf dem neuen Tempo um und produzierten den Song in Las Vegas.

## Musikalisches und Inhalt
Lean On ist ein Elektro-Lied mit Dancehall-Elementen und einer Länge von 2:56 Minuten. Das im Viervierteltakt komponierte Lied ist in B-Dur geschrieben und besitzt ein Tempo von 100 Schlägen pro Minute. MØs Stimmumfang reicht von B♭3 bis D♭5.
Textlich beschreibt der Song die Liebe zweier Menschen, die immer noch existiert, von der beide jedoch nicht wissen, wie diese sich im Alter weiterentwickeln wird. Die Zwiespältigkeit dieser Liebe wird auch in der Zeile „Blow a kiss, fire a gun“ des Refrains deutlich:
| „Blow a kiss, fire a gun We need someone to lean on Blow a kiss, fire a gun All we need is somebody to lean on“ – Refrain, Originalauszug | „Wirf einen Kuss zu, gib einen Schuss ab Wir brauchen jemanden, auf den wir uns verlassen können Wirf einen Kuss zu, gib einen Schuss ab Alles, was wir brauchen, ist jemand, auf den wir uns verlassen können“ – Refrain, deutsche Übersetzung |

## Musikvideo
Das Musikvideo zu Lean On wurde von dem schwedischen Regisseur Tim Erem in den ND Studios in Karjat, nahe Mumbai, gedreht. Das Musikvideo zeigt MØ zusammen mit Backup-Tänzerinnen, die Bharatanatyam tanzen sowie weitere Bollywood-Elemente. Die drei Personen hinter Major Lazer, Diplo, Jillionaire und Walshy Fire sowie DJ Snake, haben ebenfalls Tanzauftritte. Das offizielle Musikvideo zu Lean On hatte bis Januar 2023 mehr als 3,3 Mrd. Aufrufe auf Youtube.

## Kritiken

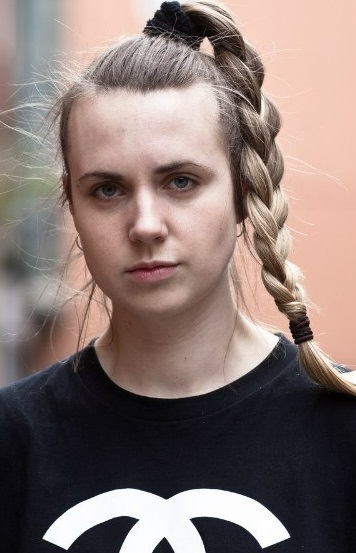
Sängerin MØ wurde für ihren Gesang gelobt

Lean On erhielt überwiegend positive Kritiken. Der Focus lobt MØ, die „mit ihrem sirenenhaften Gesang ihren Stempel auf Lean On drückt“ und diesen damit „mit Abstand zum bisher größten Hit für Major Lazer“ macht. Kerstin Petermann von Plattentests.de lobt den „wunderbaren Sidekick von MØ“. Thomas Weiland vom Musikexpress findet Lean On dagegen, im Vergleich zu den anderen Liedern auf Major Lazers Album Peace is the Mission, ein „untypisch zurückhaltendes Stück“. Brennan Carley von Spin hält den Song für das „mit Abstand beste(s) Lied auf dem Album“ und lobt ebenfalls MØs Gesang mit den Worten: „Sie singt mit diesem leichten, nasalen Ton ihren Text, der Lean On unangreifbar weit entfernt der anderen Stücke auf Peace Is the Mission setzt.“

## Kommerzieller Erfolg

### Chartplatzierungen
Lean On erreichte weltweit hohe Chartplatzierungen. In den US-amerikanischen Billboard Hot 100 stieg der Song am 25. April 2015 ein. Am 29. August 2015 erreichte er mit Platz 4 seine höchste Platzierung dort. Es ist Major Lazers und MØs erster und DJ Snakes zweiter Top-10 Hit in den Vereinigten Staaten nach Turn Down for What. Für 2 Millionen verkaufte Exemplare wurde Lean On von der Recording Industry Association of America mit Vierfachplatin ausgezeichnet. In den britischen Singlecharts stieg Lean On am 4. April 2015 auf Platz 48 ein und konnte sich stetig steigern, bis am 21. Juni 2015 mit Platz 2 die höchste Platzierung erreicht wurde. Insgesamt konnte sich der Song 12 Wochen in den Top-10 halten und war für alle drei beteiligten Künstler der erste Top-10 Hit im Vereinigten Königreich. Für über 1,2 Millionen verkaufte Exemplare wurde er von der British Phonographic Industry mit drei Platin-Schallplatten ausgezeichnet.
Lean On stieg am 20. März 2015 auf Platz 42 in die deutschen Singlecharts ein, erreichte am 1. Mai 2015 mit Platz 4 seine beste Platzierung dort und konnte diese im Laufe der Monate Mai und Juni noch zweimal erreichen. Insgesamt blieb der Song 17 Wochen in den Top-10. Von Ende Juni bis Mitte Juli war er der meistgestreamte Song in Deutschland und für über 800.000 verkaufte Einheiten wurde er vom Bundesverband Musikindustrie mit Doppelplatin ausgezeichnet. In den österreichischen Charts stieg er bis auf Platz 3, konnte sich dort vier Wochen halten und blieb insgesamt 18 Wochen in den Top-10.
Eine Nummer-eins-Platzierung gelang Lean On in der Schweizer Hitparade. Dort konnte der Song insgesamt fünf Wochen die Spitzenposition halten und wurde für über 60.000 verkaufte Exemplare mit Doppel-Platin ausgezeichnet. Weitere Nummer-eins-Platzierungen wurden in Australien, Dänemark, Finnland, Neuseeland und den Niederlanden erreicht.
Bei den MTV Video Music Awards 2015 war Lean On in der Kategorie Song of Summer und bei den MTV Europe Music Awards 2015 in der Kategorie Bester Song nominiert. Außerdem war Lean On im Sommer 2015 der meistgestreamte Song bei Spotify.
| ChartsChartplatzierungen       | Höchstplatzierung | Wochen |
| ------------------------------ | ----------------- | ------ |
| Deutschland (GfK)              | 4 (68 Wo.)        | 68     |
| Österreich (Ö3)                | 3 (58 Wo.)        | 58     |
| Schweiz (IFPI)                 | 1 (65 Wo.)        | 65     |
| Vereinigte Staaten (Billboard) | 4 (48 Wo.)        | 48     |
| Vereinigtes Königreich (OCC)   | 2 (79 Wo.)        | 79     |

| ChartsJahrescharts (2015)      | Platzierung |
| ------------------------------ | ----------- |
| Deutschland (GfK)              | 5           |
| Österreich (Ö3)                | 4           |
| Schweiz (IFPI)                 | 3           |
| Vereinigte Staaten (Billboard) | 16          |
| Vereinigtes Königreich (OCC)   | 7           |

| ChartsJahrescharts (2016)      | Platzierung |
| ------------------------------ | ----------- |
| Schweiz (IFPI)                 | 46          |
| Vereinigte Staaten (Billboard) | 85          |
| Vereinigtes Königreich (OCC)   | 92          |

| ChartsJahrescharts (2010–2019) | Platzierung |
| ------------------------------ | ----------- |
| Österreich (Ö3)                | 15          |
| Vereinigtes Königreich (OCC)   | 49          |

### Auszeichnungen für Musikverkäufe
Lean On wurde bisher weltweit mit 2× Gold, 62× Platin und 2× Diamant ausgezeichnet. Damit wurde die Single laut Auszeichnungen mehr als 16,9 Millionen Mal verkauft.

| Land/Region                  | Auszeichnungen für Musikverkäufe (Land/Region, Auszeichnung, Verkäufe) | Verkäufe   |
| ---------------------------- | ---------------------------------------------------------------------- | ---------- |
| Australien (ARIA)            | 10× Platin                                                             | 700.000    |
| Belgien (BRMA)               | 3× Platin                                                              | 90.000     |
| Brasilien (PMB)              | 3× Platin                                                              | 180.000    |
| Dänemark (IFPI)              | 4× Platin                                                              | 240.000    |
| Deutschland (BVMI)           | 2× Platin                                                              | 800.000    |
| Europa (Impala)              | 2× Platin                                                              | (800.000)  |
| Frankreich (SNEP)            | Diamant                                                                | 645.000    |
| Italien (FIMI)               | 7× Platin                                                              | 350.000    |
| Japan (RIAJ)                 | Gold                                                                   | 100.000    |
| Kanada (MC)                  | 2× Platin                                                              | 301.000    |
| Neuseeland (RMNZ)            | 6× Platin                                                              | 180.000    |
| Niederlande (NVPI)           | Platin                                                                 | 30.000     |
| Norwegen (IFPI)              | 3× Platin                                                              | 120.000    |
| Österreich (IFPI)            | Platin                                                                 | 30.000     |
| Polen (ZPAV)                 | Platin                                                                 | 20.000     |
| Portugal (AFP)               | Gold                                                                   | 5.000      |
| Schweden (IFPI)              | 6× Platin                                                              | 240.000    |
| Schweiz (IFPI)               | 2× Platin                                                              | 60.000     |
| Spanien (Promusicae)         | 5× Platin                                                              | 200.000    |
| Vereinigte Staaten (RIAA)    | Diamant                                                                | 10.000.000 |
| Vereinigtes Königreich (BPI) | 4× Platin                                                              | 2.400.000  |
| Insgesamt                    | 2× Gold · 62× Platin · 2× Diamant ·                                    | 16.691.000 |

Hauptartikel: DJ Snake/Auszeichnungen für Musikverkäufe

## Formate
Download
1. Lean On – 2:56

CD-Single
1. Lean On – 2:56
2. Lean On (Fono Remix) – 5:07